# 光电倍增管

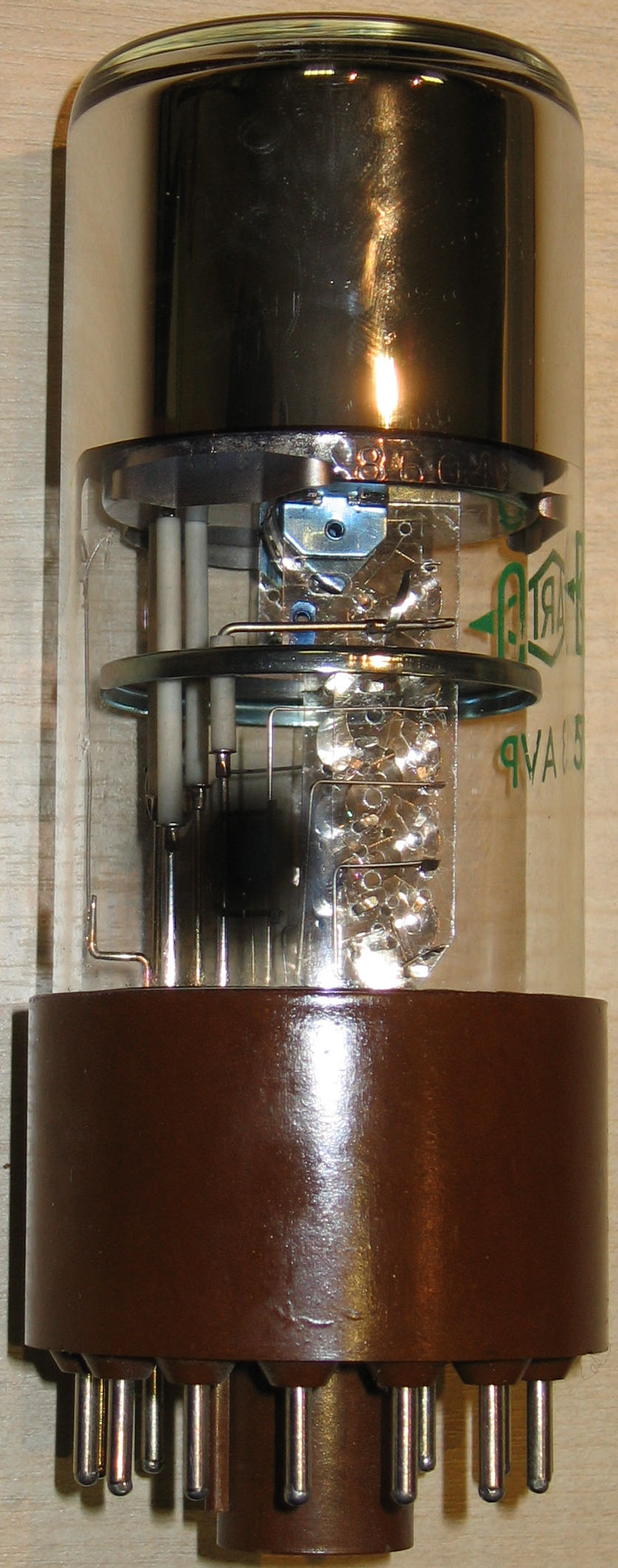
光电倍增管（PMT）。

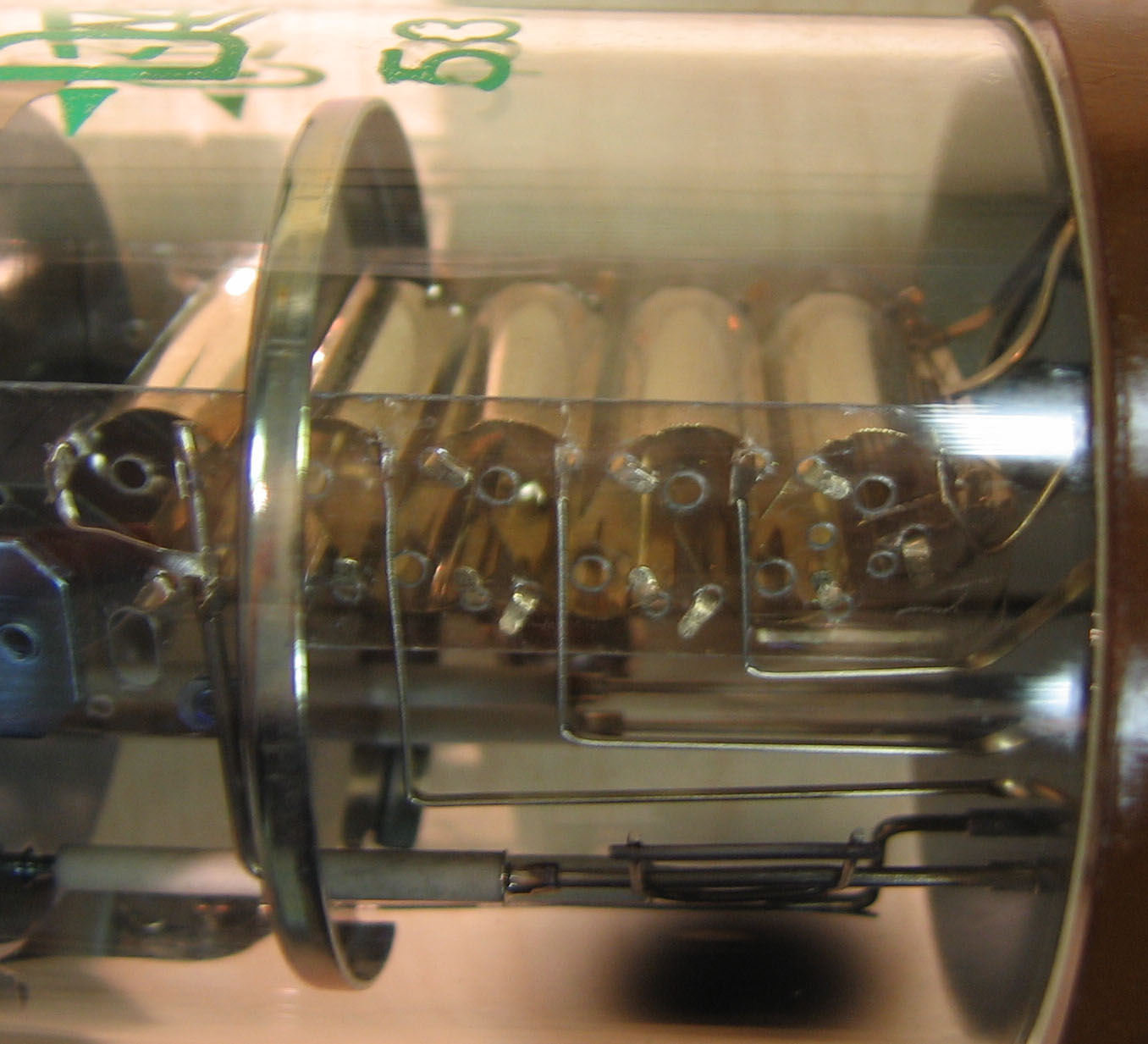
光电倍增管内部的二次发射极（dynode）。

光电倍增管（Photomultiplier，簡稱PMT），是一种對紫外光、可見光和近紅外光極其敏感的特殊真空管。它能使進入的微弱光信號增強至原本的108倍，使光信號能被測量。

## 工作原理

光電倍增管示意圖

光電倍增管是由玻璃封裝的真空裝置，其內包含光電陰極 （photocathode），幾個二次發射極 （dynode）和一個陽極 (Anode)。入射光子撞擊光電陰極，產生光電效應，產生的光電子被聚焦到二次發射極。其後的工作原理如同電子倍增管，電子被加速到二次發射極產生多個二次電子，通常每個二次發射極的電位差在 100 到 200 伏特。二次電子流像瀑布一般，經過一連串的二次發射極使得電子倍增，最後到達陽極。一般光電倍增管的二次發射極是分離式的，而電子倍增管的二次發射極是連續式的。

## 應用
光電倍增管集高增益，低干擾，對高頻信號有高靈敏度的優點，因此被廣泛應用於高能物理、天文等領域的研究工作，與及流體流速計算、醫學影像和連續鏡頭的剪輯。雪崩光電二極管（Avalanche photodiodes，簡稱APDs）為光電倍增管的替代品。然而，後者仍在大部份的應用情況下被採用。